# Горчин Михайло
Горчин Михайло (псевдо: «Грузин»; 22 квітня 1920, с. Велика Воля, Миколаївський район, Львівська область — 10 вересня 1948, на мосту річки Морава нижче Зліна, Чехія) — командир сотні УПА «Бойки» ім. Б. Хмельницького, лицар Срібного хреста бойової заслуги УПА 1 класу.

## Життєпис
Народився у сім'ї селян. Освіта — початкова. Активний член товариства «Просвіта» в селі. Член ОУН із кінця 1930-х рр. 
Стрілець легіону «Нахтігаль» (1941). Був учасником Похідних груп у 1941. 
В УПА з 1944 р. Стрілець, згодом чотовий сотні «Явора» (Паньків Іван) (1944—1945), командир сотні УПА «Бойки» ім. Б. Хмельницького (вд. 90; 1946—1948) у ТВ-24 «Маківка», яка діяла переважно на Сколівщині, неодноразово рейдуючи на Закарпаття. 
Після демобілізації відділу 24.07.1948 р. переведений у теренову сітку ОУН. Кур'єр Проводу ОУН на Україні до Проводу ЗЧ ОУН (08.-09.1948). 
Загинув під час рейду на території Чехії. Місце поховання невідоме. Хорунжий УПА (14.10.1947).

## Нагороди
- Згідно з Наказом Головного військового штабу УПА 3/49 від 15.10.1949 р. хорунжий УПА Михайло Горчин — «Грузин» нагороджений Срібним хрестом бойової заслуги УПА 1 класу.

## Вшанування пам'яті
- 24.09.2017 р. від імені Координаційної ради з вшанування пам'яті нагороджених Лицарів ОУН і УПА у м. Миколаїв Львівської обл. Срібний хрест бойової заслуги УПА 1 класу (№ 003) переданий Михайлові Горчину та Катерині Паук, племінникам Михайла Горчина — «Грузина».